# Molapowabojang
Molapowabojang è un villaggio del Botswana situato nel distretto Meridionale, sottodistretto di Ngwaketse. Il villaggio, secondo il censimento del 2011, conta 7.520 abitanti.

## Località
Nel territorio del villaggio sono presenti le seguenti 20 località:
- Chi-Chi di 33 abitanti,
- Dikolobeng/Maologane di 252 abitanti,
- Fikalatshukudu di 112 abitanti,
- Gakgongwana di 94 abitanti,
- Gasetswinane/Tsheregetlhe di 68 abitanti,
- Kamawe di 7 abitanti,
- Kwelepane di 20 abitanti,
- Mahitshwane di 25 abitanti,
- Maisane di 519 abitanti,
- Maleiso Lands di 59 abitanti,
- Mmantshe di 14 abitanti,
- Molokwe di 192 abitanti,
- Mosamowakwena di 88 abitanti,
- Motlhwatse di 233 abitanti,
- Motsenekatse di 39 abitanti,
- Ntomaloma di 49 abitanti,
- Phate di 22 abitanti,
- Pholokwebu di 71 abitanti,
- Sehibidu di 5 abitanti,
- Serala di 11 abitanti